# Kanaal Buinen-Schoonoord
Het Kanaal Buinen-Schoonoord is een kanaal in de Nederlandse provincie Drenthe, dat bedoeld was om de verbinding te vormen tussen het Oranjekanaal en het Stadskanaal. De aansluiting zou plaatsvinden via de Borger zijtak van het Oranjekanaal en het inmiddels gedempte Zuiderdiep in Nieuw-Buinen.
Tussen Bronneger en Borger is bij de aanleg van het kanaal gebruik gemaakt van het al aanwezige Voorste Diep, een bovenloop van de Hunze. Op dit punt is in het Saalien een doorbraak van de Hondsrug ontstaan.
Het kanaal is aangelegd als een werkverschaffingsproject in de jaren 1926 tot 1930. De exploitatie was in handen van een private organisatie, de N.V. Kanaalmaatschappij Buinen-Schoonoord. Het kanaal kon echter niet rendabel worden geëxploiteerd en in 1953 nam het Rijk het kanaal over. Achtereenvolgens kwam het vervolgens in handen van de provincie Drenthe en het waterschap Oostermoerse Vaart, thans Hunze en Aa's.  Sinds 1966 heeft het kanaal geen scheepvaartfunctie meer, maar wordt nog alleen gebruikt ten behoeve van de recreatie.

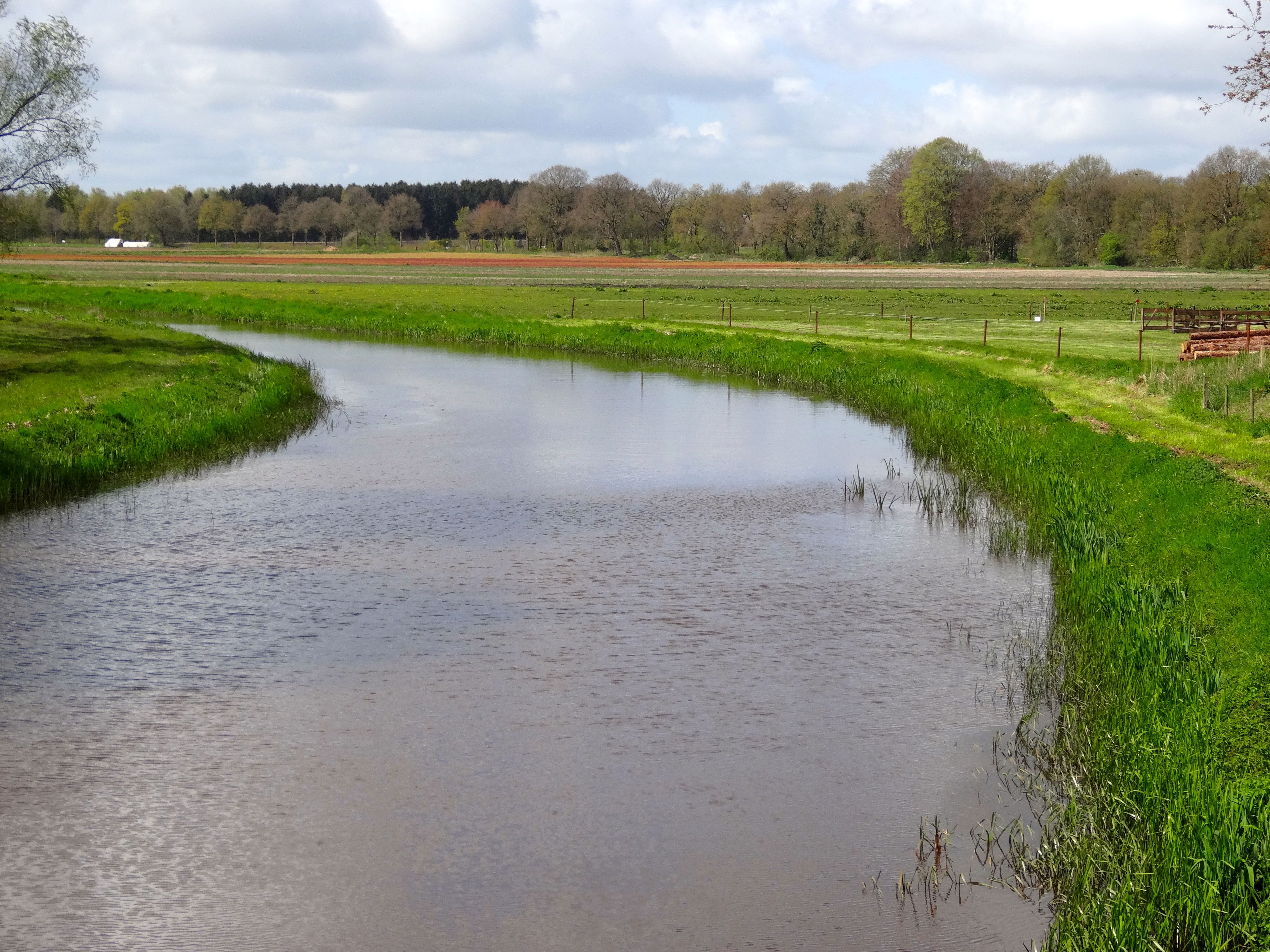
Het kanaal Buinen Schoonoord nabij Bronneger